# Твердохлеб, Никанор Савватьевич

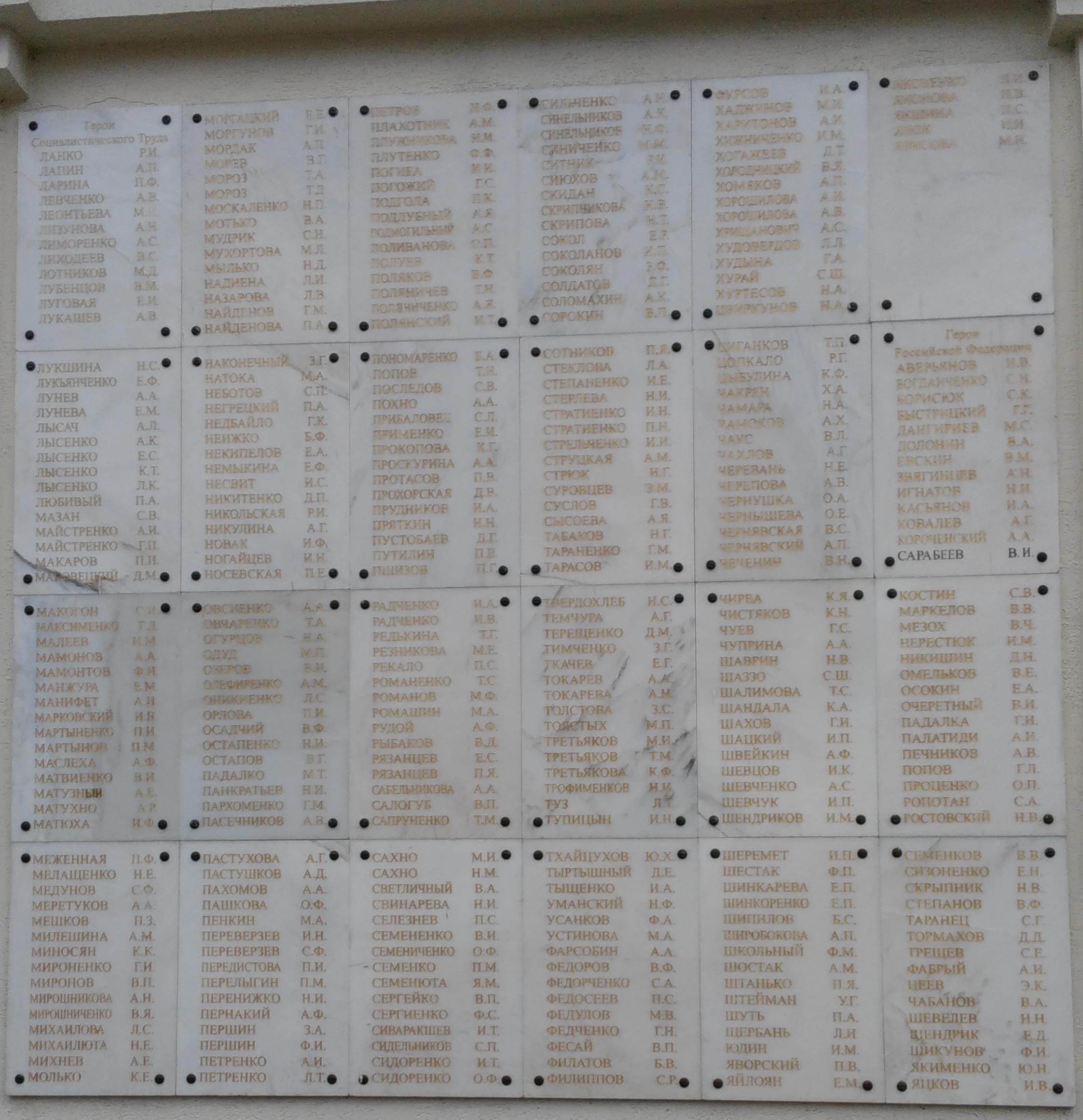
Мемориальная доска с именами Героев Социалистического Труда Кубани и Адыгеи. Краснодар 2017

Никанор Савватьевич Твердохлеб (12.07.1913 — ????) — главный агроном совхоза «Кубань» Гулькевичского района Краснодарского края. Герой Социалистического Труда (31.10.1957).

## Биография
Родился 12 июля 1913 года в селе Карабазовка, ныне Зеньковского района Полтавской области Украины, в крестьянской семье. Украинец.
В 1932 году окончил Полтавский плодово-ягодный институт по специальности «агроном-инженер, организатор плодово-ягодных хозяйств». Был направлен агрономом в Херсонскую область. С января 1933 года работал в Белоглинском зерносовхозе Краснодарского края агрономом отделения, плановиком и семеноводом. В 1942 году был эвакуирован в Алтайский край (в армию не призывался по состоянию здоровья). Здесь около года работал старшим агрономом молочного совхоза «Октябрь».
После освобождения Краснодарского края в 1943 году Наркоматом совхозов был отозван в Краснодарский край. В ноябре 1943 года назначен старшим агрономом зернового совхоза «Тихорецкий». Приложил много усилий для восстановления разрушенного войной хозяйства, поднятия урожайности зерновых. В 1948 году при его участии в совхозе, как отмечено в Указе, был получен высокий урожай зерновых - 33,3 центнера с гектара на площади 503 гектара. Большое число работников совхоза было награждено орденами и медалями, 13 человек стали Героями Социалистического Труда.
Указом Президиума Верховного Совета СССР  от 11 февраля 1949 года за получение высоких урожаев пшеницы при выполнении совхозом плана сдачи государству сельскохозяйственных продуктов Твердохлебу Никанору Савватеевичу присвоено звание Героя Социалистического Труда с вручением ордена Ленина (№ 84484) и золотой медали «Серп и Молот» (№ 3011).
В 1950 году, после проведения проверок, исполком Краснодарского краевого совета возбудил ходатайство о лишении руководителей хозяйства звания Героя Социалистического Труда и наград. В документе указывалось, что они, с целью получения правительственных наград, встали на путь обмана государства, дали ложные сведения о выполнении совхозом плана сдачи государству сельскохозяйственной продукции. Конкретно указывалось, что в апреле 1948 года было сообщено о гибели зерновых культур на площади 3 тысяч гектаров, в результате были снижены цифры средней урожайности и план хлебосдачи. В результате план был выполнен на 189% - при действительной средней урожайности 16,4 центнеров с гектара. На счета совхоза поступила премия - 270 тысяч рублей. По продукции животноводства: совхоз сдал 113 тысяч литров молока, собранного от коров рабочих и служащих совхоза, и 2 тысяч штук яиц, полученных путем обмена на шерсть в соседнем колхозе. Нужно отметить, что министр совхозов СССР Николай Скворцов не согласился с предложением краевого совета о лишении.
Указом Президиума Верховного Совета СССР  от 29 декабря 1950 года Твердохлеб Никанор Савватеевич лишён звания Героя Социалистического Труда и наград.
Этим же Указом были лишены наград директор П. Т. Коноплёв, управляющий отделением С. И. Макогон, которые были осуждены Краснодарским краевым судом к 10 годам лишения свободы. С 1952 года Н. А. Твердохлеб продолжал работать по специальности - главным агрономом совхоза «Кубань» Гулькевичского района Краснодарского края.
Указом Президиума Верховного Совета СССР  от 31 октября 1957 года за особые заслуги в развитии сельского хозяйства и достижение высоких показателей по производству продуктов сельского хозяйства Твердохлебу Никанору Савватьевичу присвоено звание Героя Социалистического Труда с вручением ордена Ленина и золотой медали «Серп и Молот». Это единственный случай в истории, когда Герой Социалистического Труда был лишён высокого звания, а затем повторно его удостоен за новые трудовые достижения, а не восстановлен в нём.
В июле 1960 года перешёл на работу главным агрономом в Минераловодский трест совхозов (город Ессентуки Ставропольского края). В 1962-1963 годах - на той же должности в Минераловодском производственном управлении Министерства сельского хозяйства РСФСР. С февраля 1963 года - заведующий лабораторией Северо-Кавказского научно-исследовательского института фитопатологии, затем работал младшим научным сотрудником отдела патентно-информационных исследований с научной библиотекой. Кандидат сельскохозяйственных наук (02.06.1970), автор трёх брошюр и многих статей по вопросам повышения урожайности зерновых культур.
В июле 1987 года вышел на заслуженный отдых, жил и умер в Краснодаре.

## Награды
- Золотая медаль «Серп и Молот» (31.10.1957) Медаль № 8447
- Орден Ленина
- Орден Ленина[4]
- Медаль «В ознаменование 100-летия со дня рождения Владимира Ильича Ленина» (6 апреля 1970)

## Память
- Его имя увековечено на Аллее Славы посёлка Кубань Гулькевичского района Краснодарского края.
- На могиле Героя установлен надгробный памятник.